# 4-й уланський полк (Австро-Угорщина)
4-ий уланський полк — полк цісарсько-королівської кавалерії Австро-Угорщини.
Повна назва: K.u.k. Galizisches Ulanen-Regiment «Kaiser» Nr. 4
Дата заснування — 1813рік..

### Почесні шефи полку
Залежно від дня народження імператора (шефа полку) змінювалася дата полкового свята:
- 1813—1835 — Франц І, останній імператор Священної Римської імперії і перший імператор Австрійської імперії (12 лютого — полкове свято)
- 1835—1848 — Фердинанд І, австрійський імператор (19 квітня — полкове свято)
- 1848—1916 — Франц Йосиф І (18 серпня — полкове свято)

## Особовий склад полку
Національний склад (1914 рік) — 65 % українців, 29 % поляків та 6 % інших.
Мова полку (1914) — українська і польська.
Набір рекрутів (1914 рік) — у Львові.

## Дислокація полку
| I. | II. | III. |
| --- | --- | --- |
| - 1814 Городок - 1814-15 Пардубице - 1815 Мілан - 1816 Шарошпатак - 1820 Відень - 1822 Алессандрія - 1823 Мілан і Павія - 1830 Кечкемет - 1832 Альт-Арад - 1837 Ґроссвардайн - 1845 Дьєндьєш | - 1847 Кремона - 1849 Шарош-Патак - 1850 Теюш - 1851 Медіаш - 1854 Радівці - 1856 Ґроссвардайн - 1857-59 Дьєндьєш - 1855 Кронштадт - 1859-66 Кестхей - 1866 Аль-Арад - 1872 Кошиці | - 1878 Надь-Міхали - 1882 Бережани - 1889 Станіславів - 1891 Ярослав - 1892 Львів - 1894 Жовква - 1912 Вінер-Нойштадт |

- 1914 рік — штаб і обидва дивізіони — у Вінер-Нойштадт.
- 1914 рік — ІІ корпус, 4 кавалерійська дивізія, 18 Бригада кавалерії[4].

## Командири полку
- 1859: Ойген Пірет де Біхайн[5]
- 1865: Йоханн непомук фон Аппель[6]
- 1879: Хайнріх фон Науедорф[7]
- 1914: Людвіг Редліх[8]